# Karlha Magliocco
Karlha Francesca Magliocco (Ciudad Bolívar, Venezuela) es una boxeadora venezolana.
Representó a Venezuela en los Juegos Olímpicos de Londres 2012 en la división de peso mosca. Perdió en los cuartos de final contra la estadounidense Marlen Esparza por 16-24.

## Logros
- 2012 – Torneo Femenino Batalla de Carabobo (Valencia, VEN) 1er lugar – 51 kg
- 2011 – Juegos Panamericanos (Guadalajara, MEX) 3.er lugar – 51 kg
- 2010 – Campeonato Panamericano Femenino (Brasília, BRA) 1.er lugar – 48 kg
- 2011 – Torneo Batalla de Carabobo (Valencia, VEN) 1.er lugar – 51 kg
- 2011 – 1.er Torneo de Clasificación para los Juegos Panamericanos (Cumana, VEN) 2.º lugar – 51 kg
- 2010 – Campeonato Nacional Femenino de Venezuela 1.er lugar – 48 kg